# Tour First
Tour First (anterior cunoscut sub numele de Tour UAP între 1974-1998 și Tour AXA între 1998-2007) este un zgârie-nori situat în Courbevoie, o suburbie a districtului parizian La Défense.
Turnul a fost construit în 1974 de Bouygues pentru societatea de asigurări UAP. La acea vreme, întreaga construcție măsura 159 m înălțime. Baza era sub forma unei stele cu trei colțuri ale cărei brațe erau separate fiecare de un unghi de 120°. Această formă particulară a fost aleasă pentru a simboliza fuziunea celor trei companii de asigurări franceze, subordonate UAP. Turnul a fost redenumit ca Tour AXA când UAP a fost cumpărată de societatea de asigurări AXA în 1996.
Renovarea la scară largă a turnului a început în 2007 și s-a finalizat în 2011. Aspectul exterior al clădirii a fost complet schimbat, fiind adăugați câțiva metri înălțime clădirii. Turnul renovat, cunoscut astăzi ca Tour First, măsoară 225 m înălțime la nivelul acoperișului, la care se adaugă cei 6 m ai antenei de telecomunicații, cu o suprafață totală de 86.707 m². Acesta este în prezent cel mai înalt zgârie-nori din Franța.
Un alt turn AXA există și în New York, măsurând 229 m înălțime, precum și în Montréal, Canada, care a fost completat în 1974 și măsoară 104 m înălțime.

## Renovarea
În 2006, o reconstrucție completă a acestei clădiri a fost propusă de Cogedim Enterprise cu Kohn Perdersen Fox Associates și Saubot & Rouit Associés, fațada fiind complet schimbată, învelită în sticlă, adăugându-se 66 m înălțimii originale.
În martie 2007 a fost demarat proiectul de renovare al clădirii. Structura clădirii precedente s-a menținut, doar nivelurile superioare fiind supuse unor modificări substanțiale. În 2008 fațada clădirii a fost demolată și parțial 5 etaje din aripa dreaptă. Reconstrucția turnului este parte a unui proiect major de dezvoltare, La Défense 2015, care include, de asemenea, o serie de turnuri noi. În prezent, aceasta este cea mai înaltă clădire după reconstrucție. În toamna anului 2011, renovarea clădirii a fost finalizată.